# Parafia św. Anny w Piasecznie (powiat piaseczyński)
Parafia Świętej Anny w Piasecznie – parafia rzymskokatolicka, należąca do dekanatu piaseczyńskiego, archidiecezji warszawskiej, metropolii warszawskiej Kościoła katolickiego w Piasecznie, obsługiwana przez księży diecezjalnych.
Parafia została erygowana w XIV wieku. 

## Kościół parafialny
Obecny kościół parafialny późnogotycki został wybudowany w 1565 roku, restaurowany od XVII do XX wieku, posiada barokowe wnętrze. Mieści się przy placu Piłsudskiego.